# 哈珀柯林斯
哈珀科林斯出版集團（英語：HarperCollins Publishers LLC）是一家英美出版公司，屬於新聞集團旗下，總部位於紐約。其名稱來自1987年併入的美國出版公司Harper & Row和1990年併入的英國出版公司William Collins。該公司與企鵝蘭登書屋、樺榭、麥米倫、西蒙與舒斯特並稱為「五大」英語出版商。

## 歷史

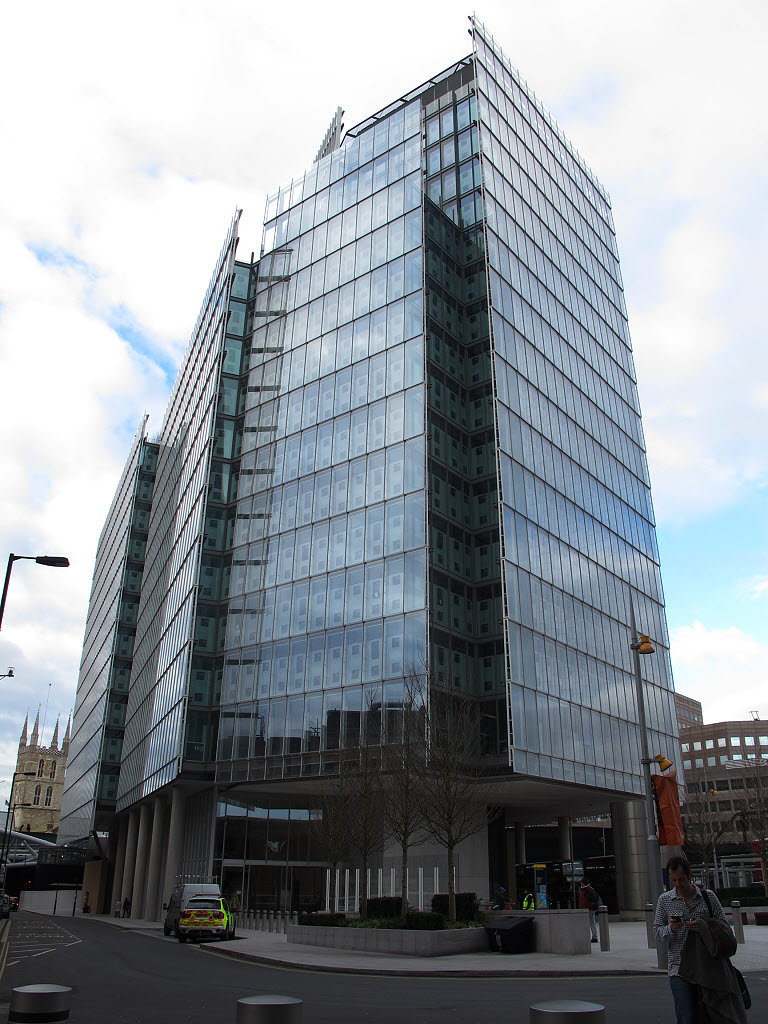
哈珀柯林斯在倫敦桥附近的英国總部

1990年蘇格蘭出版公司William Collins被魯伯特·默多克的新聞集團買下，加上之前收購的Harper & Row，合併成為哈珀柯林斯。公司的標誌也是原來兩家公司合成的。
1999年新聞集團買下威廉·莫羅出版社和雅芳圖書，現此二者都在哈珀柯林斯的名義下出版。2011年，哈珀柯林斯宣稱將購買蘇格蘭出版公司托馬斯尼爾森，2012年7月11日交易完成。

### 美國訴蘋果案
2012年4月，美國司法部宣佈《美國訴蘋果案》（United States v. Apple Inc.）結案，蘋果公司和哈珀柯林斯等幾家公司因故意固定電子書價格以壟斷電子書業務、排擠亞馬遜公司，而被判違反休曼法案。次年12月，聯邦法官要求被告將資金匯入一個基金會，以彌補因價格壟斷而遭受損失的顧客。

## 外部連結
- 官方网站